# 安田村 (新潟県)
安田村（やすだむら）は、かつて新潟県刈羽郡にあった村。

## 沿革
- 1889年（明治22年）4月1日 - 町村制施行に伴い刈羽郡安田村が村制施行し、安田村が発足。
- 1901年（明治34年）11月1日 - 刈羽郡田尻村、平井村、鏡里村（一部）と合併し、田尻村を新設して消滅。